# 팔라로돈

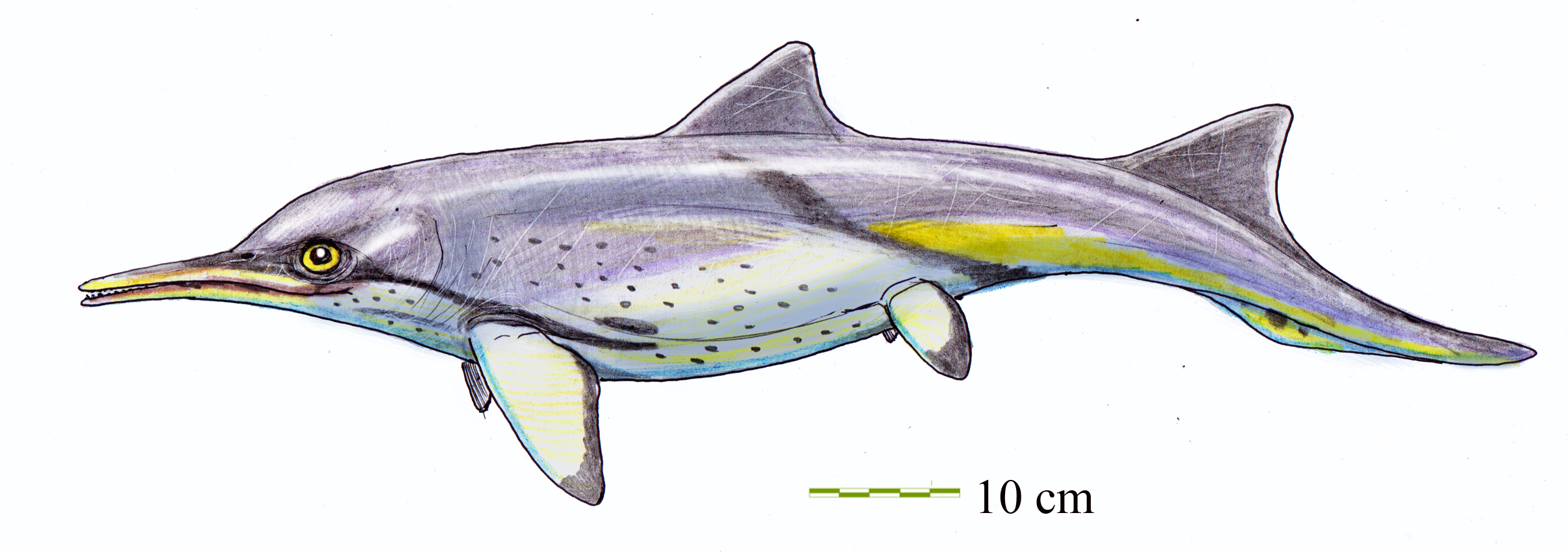

팔라로돈(학명:Phalaodon fraasi)은 어룡목 믹소사우루스과에 속하는 어룡이다. 지금은 멸종된 종으로서 전체적인 몸길이가 4~6m인 거대한 어룡에 속한다.

## 특징
팔라로돈은 멸종된 어룡의 속이다. 그것의 유골은 중국, 북미, 스피츠베르겐에서 발견되었다. 팔라로돈은 눈이 다른 어룡들에 비해서 튀어나온 주둥이에 가까이 붙어 있는 특징을 가지고 있다. 꼬리지느러미는 좌우의 모습으로 뉘어 있으며 제2 등지느러미가 꼬리지느러미에 붙어 있다. 생존했던 당시에는 보라색의 상체와 베이지색의 하체를 가지고 있었으며 하체의 뒷부분과 주둥이는 노란색을 띄고 가슴지느러미, 배지느러미, 옆줄의 부분은 검은색의 점을 가졌을 종으로 추정된다. 양턱에는 총 25~30개의 날카로운 톱니 모양의 이빨을 가지고 있다. 먹이로는 당대에 서식했던 물고기, 갑각류, 두족류를 주로 잡아먹고 살았을 육식성의 어룡으로 추정되는 종이다.

## 생존시기와 서식지와 화석의 발견
팔라로돈이 생존했었던 시기는 중생대의 트라이아스기 중기로서 지금으로부터 2억 2000만년전~2억년전에 생존했었던 종이다. 생존했었던 시기에는 아시아, 북아메리카, 유럽까지 이어지는 태평양과 대서양에서 주로 서식했었던 어룡이다. 화석의 발견은 1910년에 북아메리카의 트라이아스기에 형성된 지층에서 미국의 고생물학자인 매리암에 의하여 처음으로 발견되어 새롭게 명명된 종이며 이후에는 중국을 포함한 아시아와 유럽에서도 화석이 발굴되었다.

## 같이 보기
- 파충류
- 중생대
- 트라이아스기
- 어룡
- 화석